# Santana Madeira Biosfera

## Santana Madeira Biosfera
O concelho de Santana, na ilha da Madeira, Portugal, foi reconhecido como Reserva Mundial da Biosfera pela UNESCO a 29 de junho de 2011, através do Programa Homem e a Biosfera (MaB). Este programa tem como finalidade a conservação do património natural e o desenvolvimento das sociedades, aliado sempre à sustentabilidade.
Tão grande distinção advém da sua riqueza natural e cultural, das suas gentes e do compromisso em preservar todo este património de forma sustentável.

A reserva está dividida por duas componentes, a terrestre, que diz respeito a todo o território do concelho, e a marítima, que corresponde à área marinha contígua até à batimétrica dos 200 m.

A Reserva Natural da Rocha do Navio (Área Marinha Protegida e Sítio da Rede Natura 2000), o Maciço Montanhoso Central (sítio da Rede Natura 2000), a floresta Laurissilva (Sítio da Rede Natura 2000 e Património Natural Mundial da UNESCO) são parte importante da Reserva e integram-se na zona núcleo, reforçando assim a sua contribuição para o uso sustentável dos ecossistemas naturais.

## Logótipo da Reserva
No logótipo estão representados elementos da zona núcleo da reserva, a orquídea-da-serra e o ilhéu da Rocha do Navio. A orquídea-da-serra como espécie endémica da floresta Laurissilva e o ilhéu da Rocha do Navio simbolizando a Reserva Marinha da Rocha do Navio. No que diz respeito às cores, estão presentes o verde e o azul. O verde representa os campos agrícolas e a floresta, o azul o mar da área protegida.

## Pontos de Interesse
Com um valioso e extenso património imóvel, móvel e imaterial, Santana sempre soube preservar a sua cultura. As casas de colmo, o maior ex-líbris de Santana, preservam-se até aos dias de hoje como um importante marco do património edificado. Vemos também reflectida, nos inúmeros eventos culturais, esta cultura genuína, os seus usos e costumes. O "48H a Bailar" e a "Festa dos Compadres" são os eventos que mais representam a identidade deste povo.

A Natureza com toda a sua diversidade faunística e florística, é considerada um dos grandes pontos de interesse da Reserva. A floresta Laurissilva, o Maciço Montanhoso Central e a Reserva Natural da Rocha do Navio albergam inúmeras espécies endémicas da fauna e flora madeirense. Na flora as espécies mais representativas são o Pombo-trocaz (Columba trocaz), o Bis-Bis (Regulus madeirensis), a Freira-da-madeira (Pterodroma madeira). Na flora o Til (Ocotea foetens), o Loureiro (Laurus azorica), o Zimbreiro (juniperus sp.) e o Barbusano (Apollonias barbujana).
 Com mais de 200 km de caminhos, levadas e veredas, o pedestrianismo é a melhor forma de conhecer e desfrutar das paisagens naturais que Santana oferece.

Santana tem uma importante marca geológica devido aos inúmeros episódios vulcânicos ocorridos durante milhares de anos. Os vários complexos vulcânicos apresentam-nos várias formações geológicas de elevado valor paisagístico. As formações rochosas o "Homem em Pé" e “A cara”, o maciço rochoso da Penha d’Águia, as disjunções prismáticas da foz da Ribeira do Faial, entre outras, são pontos emblemáticos da Reserva.

Segundo a Nasa Astrophysics Data System, a Encumeada Alta em Santana, é considerada a nível mundial um dos melhores locais para observação de estrelas devido à boa transparência atmosférica. Este fator potencia o turismo científico e eleva as qualidades naturais da Astronomia no Ótico.

Quanto à gastronomia, Santana é um concelho muito rico. O facto de haver uma grande produtividade agrícola durante todo o ano, beneficia as gentes da terra que assim, têm sempre alimentos frescos para a confeção dos pratos típicos da terra.

## Redes
Santana faz parte da Rede Mundial de Reservas da Biosfera em Ilhas e Zonas Costeiras, recentemente criada e da qual Santana é membro fundador.

É também membro da REDBIOS – Rede de Reservas da Macaronésia e África Ocidental, a qual tem como objetivos a partilha de informação e experiências bem como o incentivo para o desenvolvimento económico sustentável.

## Projetos da Reserva
São muitos os projetos desenvolvidos nesta Reserva e em diversas áreas como Economia, Educação, Ambiente, Património Cultural.

O Madeira Agrícola é um projeto que intervém de diversas formas na produção regional, na qualificação e formação do setor primário.

O Sistema de Desenvolvimento Sustentável (SDS) foi criado com o intuito de reconhecer a qualidade dos bens produzidos na Reserva bem como promover o uso dos recursos de forma sustentável.

Quanto à Educação, o grande projeto desta área é, sem dúvida, a "Rede de Escolas". As escolas aceitaram o desafio de se tornarem "Escolas Reserva da Biosfera" assumindo o compromisso de responsabilidade partilhada. Tornam-se assim um importante veículo para a transmissão de saberes sob a temática do desenvolvimento sustentável.